# Galileo (sonda)
Galileo je bila prva vesoljska sonda brez človeške posadke, ki jo je izstrelila NASA ter je bila namenjena proučevanju planeta Jupiter in njegovih lun. Sonda je poimenovana po astronomu Galileu Galileju, ki je odkril štiri največje Jupitrove lune. Sondo so izstrelili leta 1989 z raketoplanom Atlantis; odprava je imela oznako STS-34. Sonda je do Jupitra prispela 7. decembra 1995, malo več kot šest let po njeni izstrelitvi.
Kljub težavam z anteno je sonda nemoteno opravila prvi let mimo asteroida in odkrila prvi asteroid z naravnim satelitom. Galileo je tudi prvo plovilo, ki je obkrožilo Jupiter, in prvo, ki je poslalo del sonde v Jupitrovo atmosfero.
21. septembra 2003, po 14 letih v vesolju in po 8 letih opravljanja misije, je bila odprava Galileo prekinjena, ko so sondo poslali v Jupitrovo atmosfero s hitrostjo skoraj 50 km/s. Po zaslugi sonde Galileo znanstveniki danes upravičeno domnevajo, da se pod ledeno skorjo Evrope nahaja slan ocean.